# Привільне (Гайсинський район)
Приві́льне — село в Україні, в Дашівській селищній громаді Гайсинського району Вінницької області. Розташоване за 30 км на південь від міста Іллінці. Населення становить 235 осіб (станом на 1 січня 2018 р.).

## Історія
Село засноване 1923 року.
12 червня 2020 року, відповідно розпорядження Кабінету Міністрів України № 707-р «Про визначення адміністративних центрів та затвердження територій територіальних громад Вінницької області», село увійшло до складу Дашівської міської територіальної громади.
19 липня 2020 року, в результаті адміністративно-територіальної реформи та ліквідації Іллінецького району, село увійшло до складу Гайсинського району.

## Населення

### Мова
Розподіл населення за рідною мовою за даними перепису 2001 року:
| Мова       | Кількість | Відсоток |
| ---------- | --------- | -------- |
| українська | 284       | 98.95%   |
| російська  | 3         | 1.05%    |
| Усього     | 287       | 100%     |

## Галерея

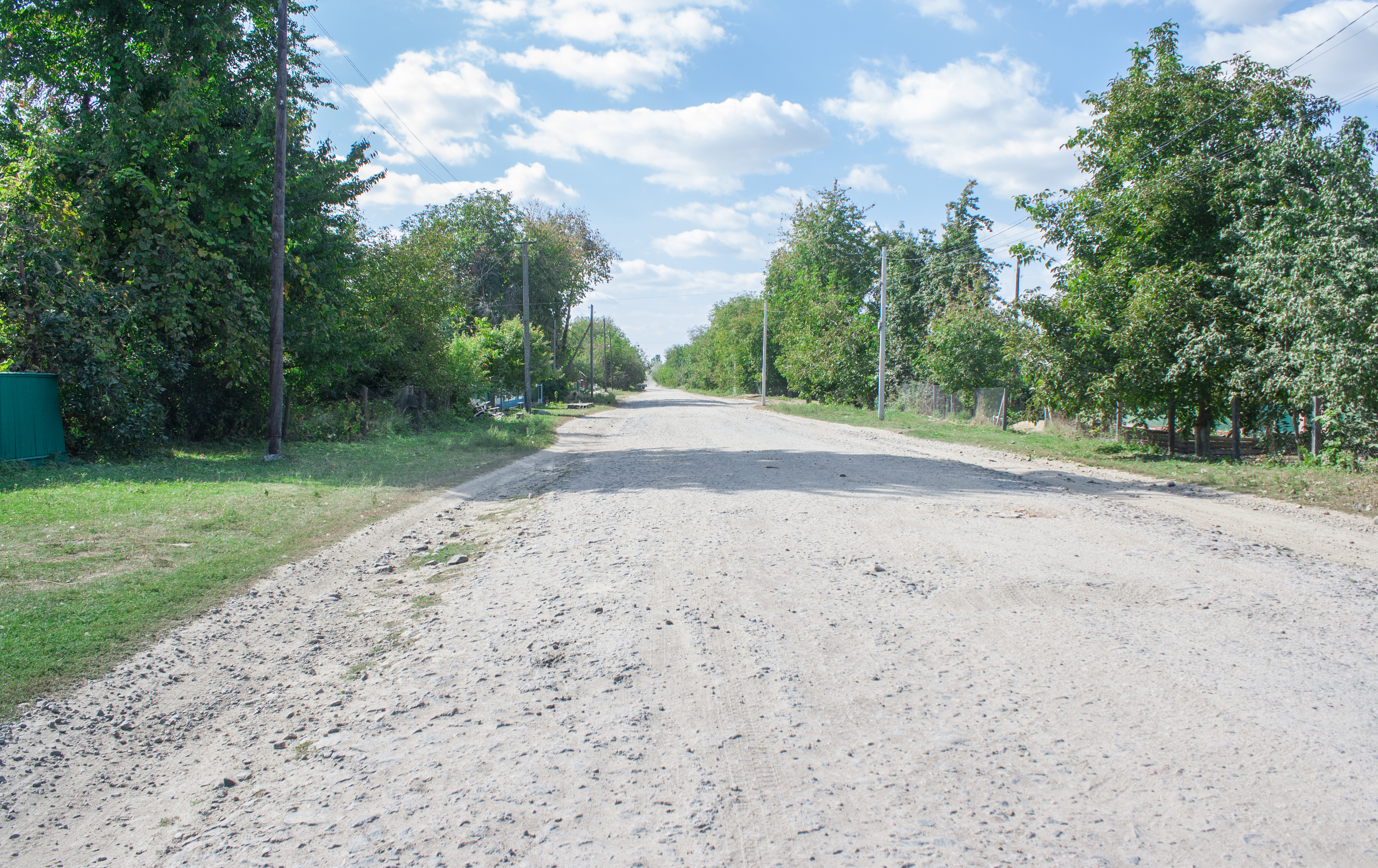
Вулиця
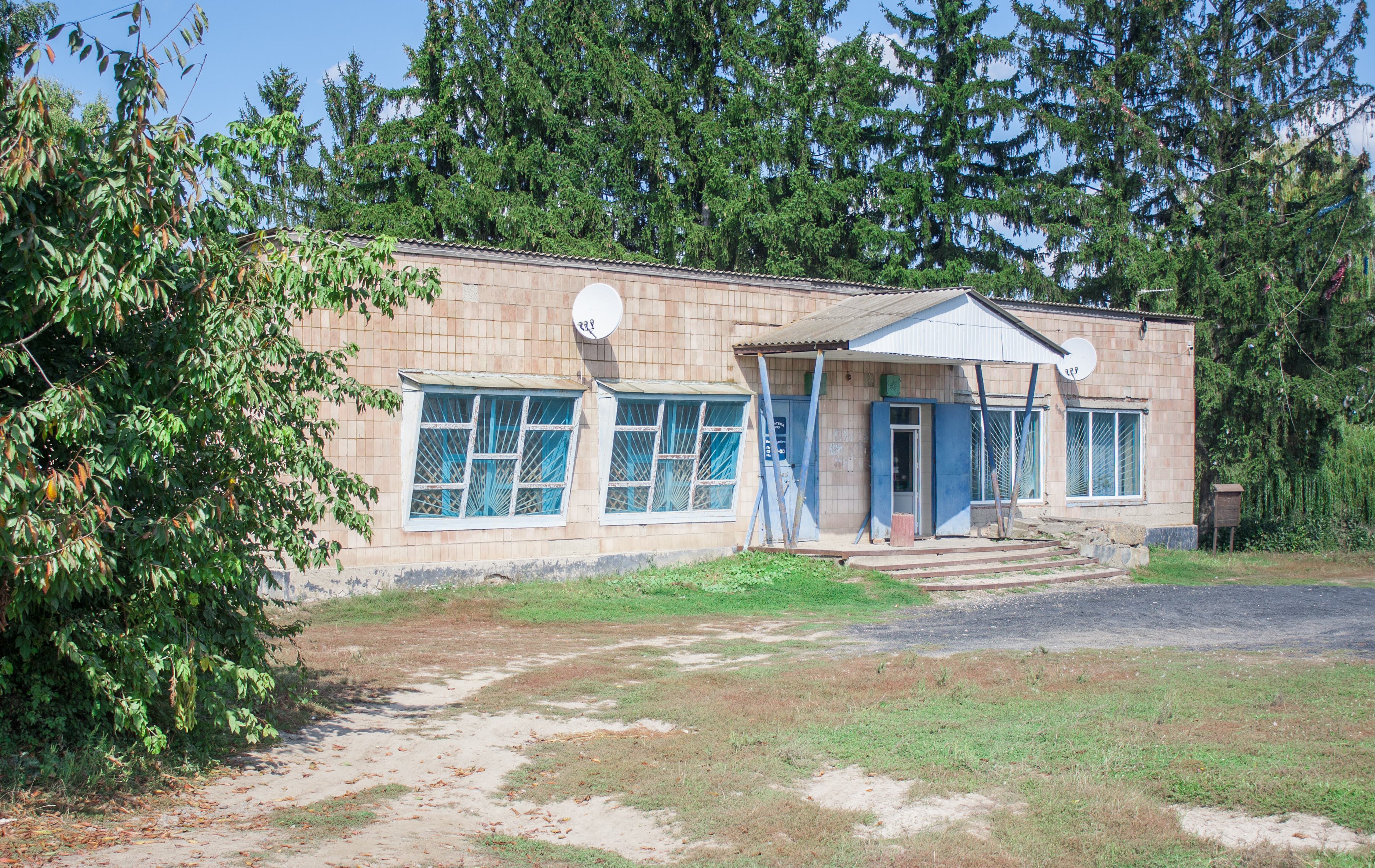
Магазин